# ТВ-36
ТВ-36 — бывший телеканал, осуществлявший вещание в Челябинске с 1 февраля 1994 года по январь 2007 года. Был первым коммерческим телеканалом в Челябинске. Ретранслировал телеканалы «ТВ-6», «Euronews», «ТВС» и «Спорт», на который и заменён.

## История
25 декабря 1993 г. началось тестовое вещание на 36 ТВК в Челябинске, с 1 февраля 1994 г. вещание на нём стало регулярным. Сетевым партнёром канала стал московский телеканал ТВ-6. Так как аппаратура Челябинского ОРТПЦ не позволяла на тот момент транслировать дециметровые каналы, передатчик разместился на вышке Южно-Уральской железной дороги, что негативно сказывалось на охвате канала.
Первые собственные программы ТВ-36 были в основном коммерческого плана. Это были «Экспресс-реклама», «Все краски», а также музыкальная программа по заявкам «Пользуясь случаем» и медицинская программа «Доктор советует». Кроме того, ряд рейтинговых программ ТВ-6 сопровождался рекламной бегущей строкой.
2000 год принёс кардинальные изменения в работу канала, связанные в первую очередь с сокращением эфирного времени на 8 ТВК для программ Челябинской ГТРК, после чего те стали хуже доходить до зрителя. Вследствие этого эфирное время для собственных программ ТВ-36 стало расти. В частности, появился выпуск информационной программы «Восьмой канал» в 21:30, также активно стали появляться и другие программы: со 2 сентября того же года началась трансляция программы «Челябинское Времечко», с 2001 года — «Горница» и «Спешите делать добро», позднее появляться ряд других программ. Ставка канала стала осуществляться на авторские программы вместо коммерческих.
С июля 2000 г. программы ТВ-36 стали транслироваться также на 24 ТВК в Магнитогорске совместно с программами Магнитогорской ГТРК, сигнал поставлялся по релейной линии. Сетевым партнёром этого телеканала до октября 2005 года выступал телеканал «Югра», затем, до января 2007 года, — «Домашний».
В связи с закрытием ТВ-6 в ночь на 22 января 2002 телеканал временно стал ретранслятором телеканала Euronews, с запуском канала ТВС он выступал партнёром ТВ-36 весь период своего существования. С закрытием ТВС телеканал стал партнёром канала «Спорт».
С появлением интернет-представительства Челябинской ГТРК 15 июля 2003 телеканал также приобрёл свою страницу на нём.
С 2004 года на канале появилась своя собственная утренняя программа — «Будильник», в рамках которой с сентября того же года стали дублироваться выпуски программы «Вести — Южный Урал» с «России». Примерно тогда же начал дублироваться вечерний выпуск оттуда же, причём он сопровождался бегущей строкой для глухих.
С 6 по 8 сентября 2004 года в дневное время транслировал программы «России», в том числе «Вести — Южный Урал» в связи с ремонтом передатчика 8 канала на Челябинском ОРТПЦ.
С 17 декабря того же года телеканал принял участие в проекте «Вести-Спорт. Местное время», начав делать программу «Вести-Спорт. Челябинск». Эта программа выходила не в основном блоке канала, а отдельно, наравне с другими аналогичными выпусками программы в других регионах России.

### Закрытие
Впервые почти все программы телеканала, за исключением «Будильника», были сняты с эфира в феврале 2006 года в связи с Зимними Олимпийскими играми 2006 года в Турине. Окончательный уход телеканала из эфира произошёл в январе 2007 года.

### Дальнейшая судьба
На базе телеканала образовалась одноимённая телегруппа, которая стала выпускать программы, ранее выходившие на канале, в местных включениях на каналах «Спорт» (который с 1 января 2010 года стал называться Россией-2) и «Культура», а программа «Челябинское Времечко» перешла сначала на «ОТВ», а затем на 31 канал, где и закрылась.
На 36 ТВК же почти всё эфирное время занял телеканал «Спорт», расписание местных включений стало различаться в зависимости от сетки канала и, кроме того, стало соответствовать его концепции, правда, при этом программы телеканала стали охватывать весь регион, в том числе 24 ТВК в Магнитогорске, который также стал транслировать программы «Спорта», ранее шедшие на 29 ТВК. С 2013 года местное вещание на 36 канале было окончательно свёрнуто. С 1 ноября 2015 года на этой частоте началась трансляция Матч ТВ, который сменил Россию-2 на всей сети его распространения (ещё раньше, 1 марта того же года, аналоговое эфирное вещание «России-2» было свёрнуто за пределами Челябинска), с 2 марта 2019 г. на 36 ТВК идёт вещание обновлённого телеканала Матч! Страна.

## Программы
| Программа                                                  | Жанр                                                                                             | Период трансляции                 | Дальнейшая судьба |
| ---------------------------------------------------------- | ------------------------------------------------------------------------------------------------ | --------------------------------- | --- |
| Вести — Южный Урал (до 2 сентября 2002 г. — Восьмой канал) | ежедневная информационная программа Челябинской ГТРК; выпуск в 20:30/20:45 шёл с бегущей строкой | 2000 — 30 декабря 2006            | ранее, параллельно и позже транслировалась на 8 канале Челябинской ГТРК / «РТР-Челябинск» / «России-Южный Урал» / «России-1-Южный Урал», до 21 декабря 2007 года также транслировалась и на «Спорте-Южный Урал» в плавающем графике |
| Вести недели — Южный Урал                                  | еженедельная информационно-аналитическая программа Челябинской ГТРК                              | 9 января 2004 — 24 декабря 2006   | позже на «России — Южный Урал» и на «Культуре — Южный Урал» под названиями «Вести — Южный Урал. События недели» и «Местное время. Воскресенье»                                                                                      |
| Губерния                                                   | публицистическая программа, до 9 января 2004 года также выполняла функции итоговой               | 2000 — 23 декабря 2006            | ранее, также и позже на «России — Южный Урал» |
| Специальный корреспондент — Южный Урал                     | документальное кино, подготовленное корреспондентами Челябинской ГТРК                            | 2004 — 30 декабря 2006            | также и позже на «России — Южный Урал» |
| Вести-Спорт. Челябинск                                     | ежедневная программа спортивных новостей Челябинской ГТРК                                        | 17 декабря 2004 — январь 2007     | позже на «Спорте-Южный Урал» / «России-2-Южный Урал» под названием «Вести-Спорт-Южный Урал», а также на «России — Южный Урал» как рубрика «Вестей — Южный Урал»                                                                     |
| Челябинское Времечко                                       | интерактивная программа народных новостей                                                        | 2 сентября 2000 — 28 декабря 2006 | позже на ОТВ и 31 канале |
| Пользуясь случаем                                          | музыкальная программа по заявкам                                                                 | 1994 — 31 декабря 2006            | закрыта одновременно с каналом |
| Будильник                                                  | программа утренних советов                                                                       | 17 мая 2004 — середина 2006       | закрыта |
| Утренний город                                             | утренняя программа городских слухов                                                              | 28 августа — 29 декабря 2006      | перешла на «Культуру — Южный Урал» и изменила концепцию на более просветительскую |
| Карьера                                                    | служба занятости                                                                                 | сентябрь 2002 — конец 2006        | позже на «России — Южный Урал» |
| Вести — Южный Урал+ (ранее Восьмой канал+)                 | актуальное интервью                                                                              | 2000 — 29 декабря 2006            | закрыта; ранее выходила на 8 канале Челябинской ГТРК |
| АвтоMIX                                                    | программа об автомобилях                                                                         | май 2003 — конец 2006             | закрыта одновременно с каналом, однако позже на «Спорте — Южный Урал» шла похожая программа «Автодром» производства Магнитогорской ГТРК                                                                                             |
| Горница                                                    | программа о народном искусстве Южного Урала                                                      | июнь 2001 — 30 декабря 2006       | позже на «Культуре — Южный Урал» |
| На зорьке                                                  | программа для охотников и рыболовов                                                              | сентябрь 1998 — 30 декабря 2006   | позже на «Спорте — Южный Урал» / «России-2-Южный Урал» |
| Иман                                                       | программа для татарского и башкирского населения                                                 | 2001 — конец 2006                 | закрыта одновременно с каналом |
| Спешите делать добро                                       | программа о благотворительности                                                                  | июнь 2001 — 30 декабря 2006       | позже на «Культуре — Южный Урал» |
| Читаем. Слушаем. Смотрим                                   | новости компании                                                                                 | май 2004 — 30 декабря 2006        | закрыта одновременно с каналом |
| Доктор советует                                            | медицинская программа                                                                            | май 1994 — декабрь 2006           | закрыта |
| Предупреждение. Спасение. Помощь                           | информация о деятельности поисково-спасательных служб                                            | декабрь 2001 — конец 2006         | закрыта |

Кроме того, на канале проходили трансляции спортивных событий (перешли на канал «Спорт — Южный Урал», затем хоккейные трансляции перешли на ОТВ, а по остальным видам спорта прекратились), телефильмов (позднее шли на «Культуре — Южный Урал»), театральных постановок и концертов (перешли туда же). Также на канале проходили предвыборные дебаты и агитация, трансляции послевыборных информационных каналов и некоторых официальных мероприятий.